# روبوتيات اجتماعية
سيشيوروبوتك (بالإنجليزية: Sociorobotics)‏ أو الروبوتيات الاجتماعية (بالإنجليزية: Social Robotics)‏ هو مجال بحث يتعلق بدراسة آثار وتعقيدات والتصميم المتعاقب للسلوكيات الاصطناعية الاجتماعية، والمكانية، والثقافية واللمسية وبروتوكولات وتفاعلات الروبوتات مع بعضها البعض ومع البشر على حد سواء. مع الأخذ في الاعتبار بشكل جوهري، مساحات المسكن المبنية وغير المبنية، بما في ذلك البيئات الصناعية والتجارية، والمحلية، والرعاية الصحية، ورعاية المسنين. فهذا المنظور الناشئ حول البحوث الروبوتية يشمل اتفاقيات الروبوتات الاجتماعية ويتجاوزها  والمجتمع الاصطناعي (Artificial society)/بحوث النظم الاجتماعية. التي لا يبدو أنها تعترف بأن العديد من الروبوتات (روبوت له مواصفات البشر وليست لها مواصفات البشر) والبشر يقطنون بشكل متزايد نفس المساحات التي تتطلب أداءً مماثلًا ووسيلة السلوك الاجتماعي، خاصة فيما يتعلق بالظهور التجاري لأماكن عمل الروبوتات، الشخصية والمرافقة.

## النهج

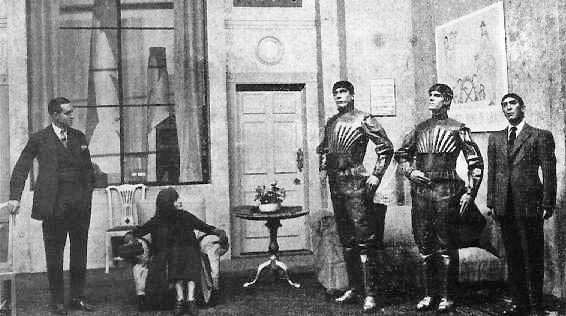
لعبة كابيك

ستكون هناك حاجة في المستقبل القريب لأن تتصرف الروبوتات بشكل ذكي اجتماعيًا ومكانيًا ففي جميع سياقات التفاعل الاجتماعي الاصطناعي، فإن إدراك الإشارات المتطورة التي تصدر من كل من البشر والروبوتات الأخرى على حد سواء، مشابهة في بعض جوانبه للإدراك الاجتماعي المطلوب والسلوك الاجتماعي المتوقع عمومًا من الحيوانات المرافقة لنا. فضلًا على ذلك، فإن سيشيوروبوتك (الروبوتات الاجتماعية) كنقطة انطلاق للبحث تقبل أيضًا بشكل تام بفكرة أن الروبوتات يمكن أن تكون وحدات أجهزة، يتم التحكم بها بواسطة أداة برمجية غير مجسدة مبرمجة مسبقًا (الحروف الرقمية واسعة الانتشار) أو حتى أسلوب 'معالج المنطقة التشغيلية (Wizard of Oz experiment)' التشغيل عن بعد، التي تتطلب ذكاءً اجتماعيًا وإدراكًا وبروتوكولات. تحاول فكرة السيشيوروبوتك (الروبوتات الاجتماعية) أن تذهب أبعد من ذلك من خلال مراقبة جمالية ودمجها التجميعات وتداخلات التعقيدات الاجتماعية، المكانية، والثقافية، واللمسية لدراسة كيفية إنشاء السلوكيات الاجتماعية الاصطناعية واعتبارات تصميم البروتوكول المتلاحق للروبوتيات المعاصرة والمستقبلية. يعترف مجال السيشيوروبوتك أيضًا بأهمية الحقول المتداخلة لتصميم الروبوتات المعاصرة والمستقبلية؛ باكتساب الأسس النظرية ومنهجيات البحث من التفاعل البشري الروبوتي والجغرافيا البشرية، وتصميم التفاعل، ونظرية شبكة الأطراف الفاعلة، وعلم النفس الاجتماعي. وتجمع هذه الأسس بين المفاهيم الحميمية المكانية واللمسية، والاجتماعية والثقافية ثم إن تفاعلات المعايير البشرية-الروبوتية غير المتجانسة (أي الدمى الحقيقية لارس والفتاة الحقيقية) أحدثت نهجًا بحثيًا أكثر شمولًا وإدراكًا لتصميم الروبوت الناجح.

## السوابق النظرية
البروفيسور أرفين آغا هو أول من صاغ مصطلح 'سيشوروباتيك "في أبريل 1993م لوصف دراسة فريق الروبوت وسلوكيات المستعمرة إلا أنه أغفل أن يدرج نفسه وزملاءه أعضاءً وأفرادًا خاضعين للدراسة قانونية أو عاملين فاعلين لهذه التجميعات السيشيوروبوتية (الروبيوتية الاجتماعية). وقد شكلت تفاعلاته هو وجميع متخصصي الروبوتات مع فرق الروبوتات أو أفراد المستعمرة، بما في ذلك وحدات التحكم البشرية، والمبتكرين، والمبرمجين. وبالفعل تفاعلات الروبوت مع الروبوت، هذا المصطلح الدراسي غير المعروف الذي يمثل ويصف على النحو الأمثل هذا المجال الناشئ المتعلق بالبحث عن الآثار المترتبة والتعقيدات وتصميم البروتوكولات المكانية الاجتماعية وتفاعلات الروبوتات المتعددة، سواء مع البشر أو مع بعضهم البعض.
فمن هم إذًا الذين يحركون الخيوط؟ حسنًا، إن الدمى تتصرف بالإضافة إلى محركيها. وهذا لا يعني أن الدمى تتحكم بمعالجاتها ــ سيكون هذا ببساطة عكسًا لترتيب العلاقة السببية ــ وبالطبع ولا الجدلية (dialectic) تخدع. ذلك يعني ببساطة أن المسألة المثيرة للاهتمام في هذه المرحلة ليس تقرير من الذي يتصرف وكيف ولكن الانتقال من اليقين بشأن العمل إلى عدم اليقين بشأن العمل، ولكن أن تقرر ما الذي يعمل وكيف. (برونو لاتور، 2005، ص 60)

## وصلات خارجية
- Toward the Human–Robot Co-Existence Society: On Safety Intelligence for Next Generation Robots
- Sociorobotics.com
- Sociorobotics BLOG